# Elizabeth Spencer (écrivain)
Pour les articles homonymes, voir Elizabeth Spencer et Spencer.
Elizabeth Spencer, née le 19 juillet 1921 à Carrollton au Mississippi et morte le 22 décembre 2019 à Chapel Hill (Caroline du Nord), est une écrivaine américaine.

## Biographie
Elizabeth Spencer obtient le prix John Dos Passos en 1991.
À partir de 1985, elle est membre de l’académie américaine des arts et des lettres.

## Œuvres traduites en français
- Une voix dans l'ombre [« The Voice at the Back Door »], trad. de Solange de La Baume, Paris, Éditions Hachette, coll. « Les meilleurs romans étrangers », 1960, 384 p. (BNF 33180846)
- Lumière sur la piazza [« The Light in the Piazza »], trad. de Janine Rageot, Paris, Éditions Stock, coll. « Les Liens du monde », 1962, 16 p. (BNF 33180845)
- Nouvelles du sud [« The Stories of Elizabeth Spencer »], trad. de Simone Darses, Geneviève Doze et Monique Manin, Paris, Éditions Deuxtemps Tierce, 1991, 271 p.  (ISBN 2-903144-58-3)
- La Petite Fille brune. et autres nouvelles du Sud [« The Southern Woman »], trad. de Mirèse Akar, Paris, Éditions Quai Voltaire, 2003, 221 p.  (ISBN 2-7103-2633-7)